# سفارشی (ترانه)
«سفارشی» ترانه‌ای از یاس، خواننده رپ ایرانی است که در سال ۱۳۹۸ منتشر شد. ابتدا قرار بود این ترانه برای تیتراژ پایانی سریال رقص روی شیشه منتشر شود اما به دلیل حرفهایی که یاس در این ترانه زد و جنجال‌هایی که به دنبال خود داشت چنین نشد.

## محتوا
این ترانه محتوای انتقادی به وضعیت موسیقی و هنر ایران دارد. یاس، در این ترانه به خوانندگان ایرانی و وجود دلال‌ها در موسیقی ایران اعتراض می‌کند.

## سریال رقص روی شیشه
آهنگ «سفارشی» که در سال ۱۳۹۷ منتشر شد، در ابتدا قرار بود تیتراژ پایانی سریال رقص روی شیشه باشد اما در نهایت به‌خاطر محتوا، با پخش این ترانه مخالفت شد و همین باعث حذف صدای یاس شد.قسمت اول رقص روی شیشه با صدای یاس پخش شد اما بعد از قسمت اول صدای یاس حذف شد.

## متن آهنگ
- ساعتا ثانیه وار ، رها توو قافیه ها
- امید به باقیِ راه ، واسه گوشِ تو ساقی ناب
- پیرامونِ حاشیه پُر ، پیام توو قافیه گم
- آماده راهی عمق ، یه استعداد ذاتی بمب
- ولی چی بگم بشه ملکه ذهنی که پر خَش و تَرکه
- بگم همه چی خوبه؟ کَلکه ، مرهم زخمِ تو نمکه
- رنگ میره به تیرگی ، سکوت عمیقِ اپیدمی
- بذار نمکو بریزم ، وَ اِلّا بعدِ این شبا سپیده نی
- چشم رو بستم توو اوج فکر
- چشم من بازه پشتِ پلک
- میشینم کنجِ ذهن ، به انتظار یه معجزه
- کله به رقم گرم ، یک صفر عقب گرد
- همینو نمه میرم تا اون جایی که
- دستِ خواب یهو یقم کرد
- ولی دیگه نمیذارم که بازم بگذره
- چَک میزنم خوابم بپره
- عجیب اینه هر چقدر که
- حالم بد تره کارم بهتره
- اونی که تا طلوع آفتاب بیداره
- کم میخوابم چون خواب خواب میاره
- از در و دیوار خونه داستان میباره
- آشنا ها بیگانه واسه داشته هات میخوانت
- نگام به اون گوشه ، دکمه یه لکه خون روشه
- برو فشارش بده
- شهر رو با حرفات باز به چالش بکش
- توو نگاه تو یه چوب خشک
- بی آب و خاک ولی رو به رشد
- نگاه میکنم به دور و وَرم
- میکروفون رو میگیرم توی مشت
- من آسمانو سقفم میبینم
- پای کار توو خلوت میشینم
- تازه ها رو توو دفتر میچینم
- واژگانو رو کَلّت میگیرم
- جنگ نرم ، مگه نه
- فَکتِ رپ ، فک لق
- خشکه حنجرم ، پشت پنجرم
- دَندِ نرم کاسبا ، چار چوب و قالبا
- غریب و آشنا
- من رو خاکریزِ باورام وایستادم
- دند نرم کاسبا ، چار چوب و قالبا
- غریب و آشنا
- من رو خاکریزِ باورام وایستادم
- جای خون میلوله سم
- نون رو میکشی از میونِ سنگ
- جالب اینه که چه ببری ببازی
- بلدن بگن میدونستم
- طعنه یِ دشمن طعنه دوست
- جا خالی میدم من همه یِ روز
- این ماجرا ادامه داره
- تا زمانی که بشی آفتابِ لبه یِ بوم
- هر روز بی حس تر ، پُر ایده ولی بی بِستر
- مگه میشه تو بتونی جا بدی تموم
- آب دریا رو توو استخر
- عصبی لبریز حرارت
- نمیگم انگیزه ندارم
- وقتی که هنر رو زمین زدن
- من باید از دست و پاش سنگریزه درارم
- در حال عبور از گله
- گوش های مریض و عفونت کرده
- مارکتِ بی داستان
- واسه هنرِ ایران شده میراث دار
- در تنگنای نفرتم با غلظت شدید (بدویید)
- یا رب مباد آنکه صدا معتبر شود
- صدایی که یکساله از صفر صد پله مرتفع شود
- و بدین سان موسیقی هنر از زیر بیخ و بُن فلج شود
- اینطوری بگم که نود و نه درصدش سیاسته
- یک درصد مابقیش لیاقته
- مغز آکبند شل گو
- با دو تا کار شد از پایه الگو
- یه سیم به میک یه سیم پایِ گلدون
- فقط یه هیتِ چیپ راه پُل بود
- تریبون رو گرفت توو دست جولان داد
- یک شبه کشید بالا دلار وار
- لب و دهن فقط شعار داد
- تو عمل فقط رقم و شماره کارت
- بایست گِل بگیرن در مارکتی رو که
- اینا واسش بشن سکان دار
- ولی نوش جونت ، حلالتون
- سلامتیت بلا به دور
- مدیره یه ساله شیرّتو میدوشه
- نیش زبونمو طلا بدون
- این طرف متد کار و کسب
- اینه که تو رو فروخت و بارو بست
- اون ور قصه یه داروغست
- مینویسی و می ذاره پا رو دست
- پوکِ استخون عاشقا
- جغد شوم رو بوم شاعرا
- ساز کوک‌ با دخل و خرج کاسبا
- پس کُلهم توو پولِ ماجرا
- فقط آب نباتِ گوش توو باجه ها
- ما در جستجوی روح ِواژه
- ولی مهر و مومه روی نامه ها
- که میگه جا نداره خونه واسه ما
- داد میزدیم و رئیس کَر بود
- زهر کلمه غلیظ تر شد
- ما بچه طَرد شده خونه‌ ایم
- که مسیرش از همه تمیز تر بود
- نمی خوام دل شاد کنم
- نیومدم که ارشاد کنم
- وظیفه من و اسلحم اینه که
- مغز هنر بی مغز رو هدشات کنم
- مایتو ساختی با ماله کشی
- ولی پایتو باختی با کار یه شاهی
- وقتی می بینی نصفت باگه
- جزئت تو کل فقط استهلاکه
- ثروت شهرت شهوت، مرد
- کدومش تو رو دعوت کرد؟
- من که هوادار هر سه شم
- ولی توو موسیقی پِی ارزشم
- صدات این روزا تو گوش پره
- مارکت میخواد تو گوش فروش کنه
- اسم عجیب غریب بذار رو آلبوم
- که به همین واسطه فروش کنه
- تو یه لقمه بودی
- یه ناجی دیدی با یه رخ لوتی
- هفتاد سی به نفع اون
- یعنی صدات بلبل با مخ طوطی
- مدیره تو رُلِ میانجی
- بینِ تو و حقیقت ها دیوار چید
- تو خودت نرو، به خودت بیا
- از خواب زمستونی بیدار شید
- می شینی تو حصار شیک
- هنر تو، حساب جیب
- چطوری می تونی ستاره شی؟
- تولید اثر سفارشی
- جالب قصه اینجاشه
- چی درسته که این باشه
- هر کسی هر چقدر که دیدگاهشه
- فرش قرمز دنیا زیر پاشه
- دَندِ نرم کاسبا
- چار چوب و قالبا
- غریب و آشنا
- من رو خاکریزِ باورام وایستادم
- دند نرم کاسبا
- چار چوب و قالبا
- غریب و آشنا
- من رو خاکریزِ باورام وایستادم